# Jack-Tor
"Jack-Tor" é o quinto episódio da primeira temporada da série de televisão norte-americana de comédia de situação 30 Rock. Teve o seu enredo escrito por Robert Carlock, co-produtor executivo da temporada, e foi realizado por Don Scardino. A sua transmissão original norte-americana ocorreu na noite de 16 de Novembro de 2006 através da rede de televisão National Broadcasting Company (NBC). Por entre os actores convidados, estão inclusos Katrina Bowden, Lonny Ross, Keith Powell, Maulik Pancholy, Teddy Coluca, James Murtaugh, Donald Glover, Doug Moe, Joey La Varco, e Matthew Stocke. O rapper Ghostface Killah interpretou uma versão fictícia de si mesmo.
O episódio centra-se na pressão que Jack Donaghy (interpretado por Alec Baldwin) coloca nos argumentistas do programa TGS with Tracy Jordan para realizarem inserções publicitárias de produtos da General Electric (GE) em segmentos de episódios do mesmo, o que força Liz Lemon (Tina Fey), a argumentista-chefe do TGS, a incluir o próprio Jack em uma esquete que parodia a realização de inserções publicitárias. Entretanto, Frank Rossitano (Judah Friedlander) e James "Toofer" Spurlock (Powell) ludibriam Jenna Maroney (Jane Krakowski) a pensar que o seu emprego está em perigo, e Liz se questiona se Tracy Jordan (Tracy Morgan), o novo astro do TGS, é analfabeto, quando este se recusa a ler cartões de sugestão durante uma gravação.
Em geral, o episódio foi recebido com opiniões mistas pela crítica especialista em televisão do horário nobre, com elogios sendo direccionados ao desempenho de Alec Baldwin e críticas sendo feitas ao enredo que revolve nas inserções publicitárias. Segundo as estatísticas publicadas pelo serviço de mediação de audiências Nielsen Ratings, "Jack-Tor" foi assistido em uma média de cinco milhões e duzentos mil domicílios durante a sua transmissão original e recebeu a classificação de 2,4 e seis de share no perfil demográfico dos telespectadores entre os dezoito e 49 anos de idade. 

## Produção
"Jack-Tor" é o quinto episódio da primeira temporada de 30 Rock. O seu enredo foi escrito pelo co-produtor executivo Robert Carlock e foi realizado por Don Scardino, sendo o segundo crédito de escrita de argumento por Carlock (após "Jack the Writer"), e a estreia de Scardino. Em Bossypants (2011), sua autobiografia, Tina Fey, criadora e produtora executiva da série, apontou este episódio — juntamente com "Sandwich Day" da segunda temporada, e "Generalissimo" e "Apollo, Apollo", ambos da terceira temporada — como o seu favorito dos que tiveram o guião escrito por Carlock.

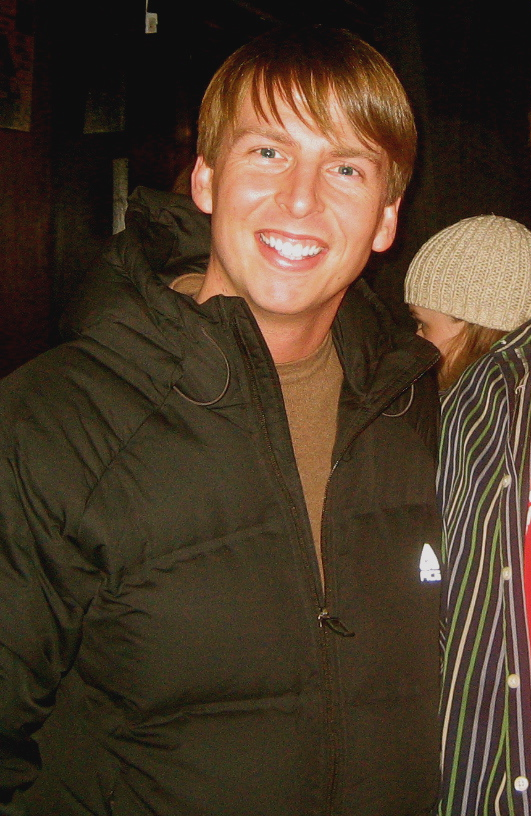
Apesar de creditado, Jack McBrayer não apareceu no episódio.

Embora "Jack-Tor" tenha tido um tempo de exibição de quarenta minutos, dez a mais que o normal para 30 Rock, Jack McBrayer, membro do elenco principal do seriado e intérprete da personagem Kenneth Parcell, teve o seu nome creditado na sequência de abertura, porém, não participou do episódio, à excepção de uma cena breve sem falas no fim do episódio quando Jenna canta "Muffin Top". Segundo Fey, havia "um pacote tão grande" para o episódio que acabou ficando sobrelotado. Todavia, a argumentista afirmou que acha McBrayer "fantástico" e que tem planos de "usá-lo muitas e muitas vezes" no futuro. O actor foi igualmente elogiado pelo produtor executivo Lorne Michaels, que acrescentou que "temos grandes projectos para ele. Ele é, obviamente, a personagem revelação da série. Gostamos dele, a rede [NBC] gosta dele, os telespectadores gostam dele, todo mundo gosta dele."
Donald Glover, membro da equipa de argumentistas de 30 Rock, participou do episódio como um jovem produtor associado do TGS que adverte Ron (James Murtaugh) sobre não comer a comida fornecida pelo serviço de catering. Esta foi a primeira das três participações do argumentista na série, e ele viria a ser creditado como guionista nas segunda (Episódio 210; co-escrito com Carlock) e terceira temporadas ("The Funcooker"; co-escrito com Tom Ceraulo). O rapper Ghostface Killah participou de "Jack-Tor" a interpretar uma versão fictícia de si mesmo.
O actor e comediante Judah Friedlander, intérprete da personagem Frank Rossitano em 30 Rock, é conhecido pelos seus bonés de camioneiro de marca registada que usa dentro e fora da personagem Frank. Os chapéus normalmente apresentam palavras ou frases curtas estampadas neles. Friedlander afirmou que ele próprio é quem faz os acessórios. Revelou também que "alguns deles são brincadeiras íntimas, e alguns são simplesmente piadas." A ideia veio do persona de Friedlander nas suas apresentações de comédia stand-up, nas quais os objectos de adorno estão todos estampados com a escrita "campeão mundial" em línguas e aparências diferentes. Em "Jack-Tor", Frank usa um bonés que lê "Hand Held".

## Enredo
Jack informa a Liz e aos argumentistas do TGS with Tracy Jordan que deseja inserir produtos da GE no programa de televisão. Os argumentistas expressam a sua relutância em fazer merchandising para a GE, embora durante a cena os actores falem sobre o sabor agradável do Chá Verde Branco da Snapple; contudo, Liz concorda, sob a condição de Jack participar de uma das esquetes do TGS. No dia seguinte, Liz assiste ao bastidores da gravação do vídeo de inserções publicitárias estrelado por Jack, no qual descobre que ele se esqueceu das suas falas por vezes sem conta por volta de 142 tomadas. Ao se aperceber que ele precisa de ajuda, Liz encoraja-o a ir avante com a gravação, e aí ele se desempenha melhor.
Entretanto, Tracy decide fazer uma pausa nos ensaios após ser chamado de volta ao palco para ler os cartazes utilizados para facilitar a memorização das falas. Quando Tracy aparenta estar a ignorar os seus cartazes, Jenna informa Liz sobre a situação, e esta conclui que Tracy pode ser analfabeto ao se recordar de um incidente envolvendo esse tipo de situação ocorrido antes. Liz confronta Tracy sobre a questão, e ele admite ser analfabeto e se compromete a buscar ajuda. Mais tarde, Liz descobre Tracy a ler um jornal e desmascara que ele estava apenas a realizar um truque para que pudesse se desculpar do trabalho. Liz dá-lhe um ultimato e força-o a prosseguir com a gravação.
Não obstante, Jenna diz a Liz quepretende inserir um desempenho musical chamado "Muffin Top" no TGS, que ela afirma ser um grande sucesso no exterior. Como uma brincadeira, Frank e Toofer dizem-na que várias pessoas estão a ser despedidas do programa. Acreditando na sua história, Jenna tenta seduzir um executivo da NBC que vê a conversar com Jack. Mais tarde, Liz revela a Jenna que ninguém vai ser despedido e que o executivo é na verdade um mero figurante do programa. A actriz pretende fazer vingança contra os dois argumentistas e, embora Toofer afirma ser esperto de mais para cair numa das tácticas de Jenna, Frank é visto a correr nu na varanda de Jack. No fim do episódio, Jenna tem finalmente a oportunidade de realizar "Muffin Top" sem saber que a transmissão do TGS já havia terminado e o desempenho foi riscado no último momento, graças à Liz.